# Jacek Góralski
Jacek Góralski (Bydgoszcz, 1992. szeptember 21. –) lengyel válogatott labdarúgó, a Kajrat Almati játékosa.

## Pályafutása

### Klubcsapatban
Pályafutását szülővárosában a Zawisza Bydgoszczban kezdte. 2011 és 2015 között a Wisła Płock játékosa volt. 2015-ben a Jagiellonia Białystok csapatához szerződött, ahol két szezont töltött. 2017-ben a bolgár Ludogorec Razgrad igazolta le.

### A válogatottban
A lengyel válogatottban 2016 novemberében debütált egy Szlovénia elleni 1–1-es döntetlen alkalmával.
Nevezték a 2018-as világbajnokságon részt vevő válogatott 23-as keretébe.

## Sikerei, díjai
Ludogorec
- Bolgár bajnok (2): 2017–18, 2018–19
- Bolgár szuperkupa (2): 2018, 2019

## Külső hivatkozások
- Jacek Góralski adatlapja a National-Football-Teams.com oldalon (angolul)

- Jacek Góralski (lengyel nyelven). 90minut.pl
- Jacek Góralski (francia nyelven). FootballDatabase.eu
- Jacek Góralski (angol nyelven). soccerway.com
- Jacek Góralski (angol nyelven). scoresway.com. [2018. február 26-i dátummal az eredetiből archiválva]. (Hozzáférés: 2018. június 22.)